# Fabian Monasterios
Fabian Monasterios (* 7. Oktober 1977 in Hamburg) ist ein deutscher Schauspieler und Sprecher.

## Leben
Monasterios wurde 1977 als Sohn einer deutschen Mutter und eines bolivianischen Vaters in Hamburg geboren. Nach dem Abitur studierte er zunächst Biologie, was er jedoch nach zwei Jahren abbrach. Er besuchte anschließend vier Jahre die Schauspielschule Arturo in Köln, die er 2004 abschloss. Neben dem Studium war er  am Düsseldorfer Schauspielhaus engagiert, mit dem er 2002 unter der Regie von Theodoros Terzopoulos auch an der Kulturolympiade in Epidauros teilnahm. Nach dem Abschluss ging er in die USA, um bei Eric Morris in Los Angeles weiter zu studieren. Zurück in Deutschland widmete er sich zunächst ganz dem Theater. Nach Engagements am Düsseldorfer Schauspielhaus, Teo Otto Theater, Monsuntheater, wurde er schließlich von 2007 bis 2011 festes Ensemblemitglied der Landesbühne Niedersachsen Nord. 2012 bis 2015 spielte er bei den Karl-May-Spielen in Bad Segeberg.

## Theater
- 2003: Die Backchien, Bakche, Regie: Theodoros Terzopoulos, Düsseldorfer Schauspielhaus
- 2003: Ein Sommernachtstraum, Demetrius, Regie: Andreas Ramstein, Arturo-Theater
- 2004: Bluthochzeit, Leonardo, Regie: Marina Matthias, Teo Otto Theater
- 2004: Heimat (UA), Diverse, Regie: Gregor Höppner, Universität der Künste Tirana
- 2007: Die Orestie, Aigisthos / Wächter, Regie: Christoph Meckel, Landesbühne Niedersachsen Nord
- 2008: Blutsbrüder, Eddie, Regie: M. Blumenthal, Landesbühne Niedersachsen Nord
- 2008: Wilhelm Tell, Baumgarten, Regie: Christian Hockenbrink, Landesbühne Niedersachsen Nord
- 2009: Adrian der Tulpendieb (UA), Adrian, Regie: Andreas Ingenhaag, Landesbühne Niedersachsen Nord
- 2009: Bei Anruf Mord, Tony Wendice, Regie: Jan Steinbach, Landesbühne Niedersachsen Nord
- 2009: Es lebe Europa! (EA), Calisto Quim, Regie: Olaf Strieb, Landesbühne Niedersachsen Nord
- 2009: Momo, Gigi, Regie: Olaf Strieb, Landesbühne Niedersachsen Nord
- 2010: Die Nibelungen, Siegfried, Regie: Olaf Strieb, Landesbühne Niedersachsen Nord
- 2010: Ein Blick von der Brücke, Marco, Regie: Eva Lange, Landesbühne Niedersachsen Nord
- 2010: Meta, Norddeich (UA), H.Carpendale, Regie: Ingo Putz, Landesbühne Niedersachsen Nord
- 2011: Antonius und Cleopatra, Pompeius, Regie: Gerhard Hess, Landesbühne Niedersachsen Nord
- 2011: Die Ermittlung, Diverse, Regie: Eva Lange, Landesbühne Niedersachsen Nord
- 2011: King Arthur (Oper), King Arthur, Regie: Sabine Hayduk, Klassik am Meer
- 2011: Kunst statt Kohle (EA), Jimmy Floyd, Regie: Jan Steinbach, Landesbühne Niedersachsen Nord
- 2011: Pflugversuch (EA), Christoph, R: M. Hautmann, Monsuntheater
- 2012 Winnetou II, Häuptling Weißer Biber / Cortesio, Regie: Norbert Schultze Jr., Karl-May-Spiele Bad Segeberg
- 2012: Arsen und Spitzenhäubchen, Mortimer, R: A. Fündeling, Landesbühne Niedersachsen Nord
- 2012: Bilal, Dandy, Regie: Eva Lange, Landesbühne Niedersachsen Nord
- 2012: Die Erde ist unsere Mutter, Lesung Regie: Joshy Peters, Karl-May-Spiele
- 2012–2015: Flegeljahre 90, Musikalisches Programm Buch und Regie: Fabian Monasterios, Goldmarie Hamburg
- 2013: Winnetou I, Tangua / Mr. Henry, R: Norbert Schultze jr., Karl-May-Spiele Bad Segeberg
- 2014: Unter Geiern, Stewart, Regie: Norbert Schultze Jr., Karl-May-Spiele Bad Segeberg
- 2014: Wasserbomben, Regie: Phillip Harpain, Grips-Theater
- 2015: Antigone, Chor und Chorführer, Regie: Eva Lange, Landesbühne Niedersachsen Nord
- 2015: Im Tal des Todes, Juanito Alfarez, Regie: Norbert Schultze Jr., Karl-May-Spiele Bad Segeberg
- 2017: Romeo un Julia, Peter, Regie: Murat Yeginer, Ohnsorg-Theater
- 2018: Winnetou und das Geheimnis der Felsenburg, Player, R: Norbert Schultze jr., Karl-May-Spiele Bad Segeberg
- 2019: Unter Geiern, Wokadeh, Regie: Norbert Schultze jr., Karl-May-Spiele Bad Segeberg
- 2022: Der Ölprinz, Mokaschi, Regie: Ulrich Wiggers, Karl-May-Spiele Bad Segeberg

## Filmografie
- 2007: Der Mungo, Regie: Phillip Osthus
- 2007: Die Rettungsflieger, S. Richter, Regie: Donald Kraemer
- 2007: Taiketsu, Masato St. James, Regie: Sven Knüppel
- 2014: Ezo1 (post-), Regie: Sven Knüppel
- 2015: Alarm für Cobra 11, Regie: Alexander Dierbach
- 2023: Zwei Welten, Regie: Nele Wesselow